# ミラー (駆逐艦)
ミラー (USS Miller、DD-535)は第二次世界大戦中のアメリカ海軍のフレッチャー級駆逐艦である。艦名は名誉勲章受賞者のジェームズ・ミラーにちなむ。
ミラーはカリフォルニア州サンフランシスコのベスレヘム・スチール社によって1942年8月18日に起工され、1943年2月15日に進水し、ウィリアム・P・アップシャー氏によって、1943年8月31日に就役した。

## 1944年
ミラーは第二次世界大戦中、第52駆逐隊 (DesRon52)の一員として太平洋に配属され、1943年11月20日真珠湾に向けて出港した。そこで1944年1月22日まで演習を行い、マキン島への護衛任務のため演習を中断した。23日に出航し、第51任務部隊 (TF51)と共に西へ航海した。その後1か月間、ミラーはクェゼリンとエニウェトクを攻撃し占領する部隊の護衛と砲撃支援を行った。ミラーは2月24日にマジュロへ出航し、高速空母機動部隊(当時は第5艦隊の第58任務部隊、後の第3艦隊の第38任務部隊)と合流し、終戦までこの機動部隊で活動した。
3月22日、空母は戦艦と巡洋艦の支援を受け、駆逐艦の輪に囲まれてマジュロを出発した。ミラーは輪の外側に配置された。パラオ、ヤップ、ウルシー、ウォレアイ (3月29日～4月1日)の攻撃を終え、マジュロに一時帰還し、ニューギニアに向かい、そこでホランディア、ワクデ、セワル、サルミ(4月21日～22日)の急襲で陸軍突撃部隊を支援し、トラック、サタワン、ポナペを急襲した。
次に部隊はマーカス島とウェーク諸島を攻撃し(5月19日～23日)、マリアナ諸島の戦いに備えた。6月6日、空母部隊は再びマジュロから出撃した。11日から17日にかけて航空機と艦船は火山列島と小笠原諸島マリアナ諸島最南端まで航行し、サイパン島の攻撃を支援し、日本軍の援軍が包囲された島と次の目標であるグアムに到着することを阻止した。17日、サイパン、テニアン、ロタ、グアムへの攻撃のため航空作戦中の空母を護衛した後、ミラーは日本艦隊がフィリピンから接近中との知らせを受けた。18日、交戦の予想時間までミラーはサイパン攻撃部隊の援護を続けた。19日、ミラーがバンカー・ヒルの右舷側にいた時、敵の急降下爆撃機がやってきて、マリアナ沖海戦が始まった。日本海軍航空部隊の戦力が削られた2日間の戦いを通してミラーは空母の護衛を続け、敵機1機を撃墜し、もう1機に損傷を与えた。
エニウェトクで一時待機した後、ミラーは硫黄島と父島(7月3日～4日)、パラオ、ウルシー、ヤップ(7月23日～27日)の攻撃のため、残りの任務部隊と合流するために出航した。8月30日、部隊はパラオ、ミンダナオ、レイテ、ルソン、サマールを急襲(9月7～24日)してパラオへの上陸を支援するために出航した。10月、ウルシーでの作戦で機動部隊は、琉球諸島、台湾、南シナ海の海運にある敵施設の攻撃を行いフィリピンへの帰還に備えた。20日、レイテとサマールでの水陸両用作戦の支援を開始した。5日後、ミラーは当時任務部隊38.2と共に行動していた任務部隊34.5(TG34.5)の護衛に参加した。2つの部隊は大規模なレイテ沖海戦の序盤でスリガオ海峡で敵部隊と交戦した第77任務部隊を支援するために出航した。
真夜中過ぎ、サンベルナルジノ海峡東端の海域を哨戒中、任務部隊34.5は敵駆逐艦を発見した。数回砲撃を交わした後、ミラーとオーウェンは目標をしとめるために接近し、20分以内に任務を達成した。
ミラーはフィリピンへの航空作戦を再開した第38任務部隊に再び参加した。部隊は11月までにルソン、レイテ、サマールの航空施設を襲撃し、19日、日本の新しい戦術である神風を始めて体験した。6日後、特攻機数機が航空機と駆逐艦の護衛を突破し、空母ハンコック、イントレピッド、エセックスに命中した。イントレピッドを除き被害はわずかであり、部隊はウルシーへ退却した。その後、部隊は12月11日に出撃し、ミンドロ島での水陸両用作戦を支援し、日本の航空部隊を攻撃し続けた。次に台湾を攻撃し、リンガエン湾での水陸両用作戦を支援するためにフィリピンに帰還した。

## 1945年
ルソン島上陸の後、部隊は南シナ海と東シナ海への出撃を強化した。サイゴンから琉球諸島までの敵施設を繰り返し攻撃し、日本列島の産業の中心地を急襲するために頻繁に北東へ航海した。1945年2月19日～21日に部隊は硫黄島の侵攻を支援し、その後東京へ向けて再び西に航海した。3月1日、琉球諸島と日本に対して強襲作戦が開始され、再び侵攻部隊の準備をした。
ミラーは沖縄、九州、本州への急襲に参加した。3月19日、護衛を潜り抜けた敵の急降下爆撃機が500ポンド爆弾を数発、ミラーの近くにいた空母フランクリンに投下した。ミラーは救援と消火活動のために接舷し、空母の撤退を支援した。この行動により、ミラーは海軍部隊表彰を授与された。艦長のドワイト・L・ジョンソン中佐は海軍十字章を授与された。
4月8日、ミラーは再び高速空母の元に加わり沖縄で戦闘に巻き込まれた地上部隊へ航空支援を行った。6月に入り、ミラーは空母を護衛し、墜落したパイロットを救助し、南琉球から九州にかけて軍事、産業地帯を攻撃した。20日、ミラーは第38任務部隊から外され、海軍工廠で整備を受けるためにアメリカへの帰還を命じられた。7月9日、ミラーはメア・アイランド海軍造船所に到着し、終戦時はそこに停泊していた。

## 1945年から1964年
1945年12月19日、ミラーは退役し、カリフォルニア州サンディエゴの予備艦隊に加わった。1951年5月19日までそこに所属し、ロードアイランド州ニューポートを母港とする大西洋艦隊に再就役し、加わった。1952年9月6日、ミラーは朝鮮と世界周航へ向けて東海岸を出発した。10月11日、日本の佐世保に到着し、ミラーは韓国沖で第95任務部隊の砲撃支援と阻止射撃任務のため行動を開始した。1953年2月までほぼ戦闘地域に駐留し続け、ミラーはまた、第77任務部隊で北朝鮮の地上部隊に対する航空作戦を実施する空母の護衛を行った。2月11日、ミラーは地中海を経由して母港へと帰還した。ニューポートへ帰還した後、ミラーは定期的に地中海に配備されながら東海岸での作戦を再開した。1958年の間、第6艦隊に所属していた。ミラーはレバノンのカミール・シャムーン大統領がクーデター危機を防ぐための具体的な援助を要請した際に、同艦隊の迅速な対応に参加した。
1959年、ミラーは現役艦隊から外され、3月9日、ボストンで海軍予備役の訓練任務に就いた。ボストン滞在中、訓練船ラカイアの士官候補生が夜間に港を泳ぎ、ジョークとして旗竿にソ連国旗を掲げた。訓練艦として、ミラーは11,000人以上の予備役のために巡航を行った。1961年10月、ジョン・F・ケネディ大統領はベルリンの壁の危機の間、ミラーの予備役乗組員を動員した。1964年3月30日、ミラーはヴァージニア州ノーフォークに向けて出航した。6月30日、そこで退役し、予備艦隊に復帰した。
1974年7月31日、ミラーは海軍艦艇登録から抹消された。1975年7月31日にミラーは売却され、スクラップとして解体された。